# Gunning Bedford
Gunning Bedford Sr. (* 7. April 1742 im New Castle County, Delaware Colony; † 28. September 1797 in New Castle, Delaware) war ein US-amerikanischer Politiker und von 1796 bis 1797 Gouverneur des Bundesstaates Delaware.

## Frühe Jahre
Gunning Bedford besuchte die Academy of Pennsylvania. Danach kehrte er nach New Castle in Delaware zurück, wo er als Händler sein Geld verdiente. Er wurde auch Mitglied der Miliz und nahm an einigen Indianerkriegen teil. Nach dem Ausbruch des Unabhängigkeitskrieges stieg er in der amerikanischen Kontinentalarmee bis zum Oberstleutnant auf. Er nahm an mehreren Schlachten teil und wurde dabei verwundet. Im Jahr 1777 schied er aus dem Militärdienst aus und begann ein Jurastudium. 1779 wurde er als Rechtsanwalt zugelassen. Im gleichen Jahr fand er eine juristische Anstellung im New Castle County.

## Politischer Aufstieg
Zwischen 1784 und 1785 war Bedford Abgeordneter im Repräsentantenhaus von Delaware und im Jahr 1786 wurde er in den Kontinentalkongress gewählt, dem zuvor bereits sein gleichnamiger Cousin Gunning Bedford Jr. angehört hatte. Doch er übte sein Mandat nicht aus und legte es bereits am 15. Januar 1787 nieder. Im gleichen Jahr war er Mitglied der Versammlung von Delaware, die die US-Verfassung ratifizierte. Von 1788 bis 1790 war Bedford außerdem Senator im Staatssenat. 1789 wurde er auch zum Friedensrichter ernannt. Am 6. Oktober 1795 wurde er als Kandidat der Föderalistischen Partei zum neuen Gouverneur seines Staates gewählt.

## Gouverneur von Delaware und Lebensende
Am 19. Januar 1796 trat Bedford als Gouverneur die Nachfolge von Joshua Clayton an. In seiner Amtszeit wurde das Transportwesen in Delaware verbessert. Damals wurde ein täglicher Postkutschenbetrieb zwischen Wilmington und Philadelphia eingerichtet. Nach Dover verkehrten die Kutschen immerhin zweimal die Woche. Damals wurde auch die Bank of Delaware gegründet und der Grundstein für ein öffentliches Schulsystem gelegt. Gouverneur Bedford erlebte das reguläre Ende seiner eigentlich dreijährigen Amtszeit nicht. Er verstarb bereits am 28. September 1797. Die verbleibende Amtszeit bis zum Januar 1799 wurde vom Präsidenten des Senats, Daniel Rogers, beendet, der entsprechend der Staatsverfassung zum neuen Gouverneur aufrückte. Gouverneur Bedford war mit Mary Read verheiratet, der jüngsten Tochter des früheren Präsidenten von Delaware, George Read.